# Jílové
Jílové (Duits: Eulau) is een Tsjechische stad in de regio Ústí nad Labem, en maakt deel uit van het district Děčín.
Jílové telt 5321 inwoners.
Jílové was tot 1945 een plaats met een overwegend Duitstalige bevolking. Na de Tweede Wereldoorlog werd de Duitstalige bevolking verdreven.
De oudste vermelding van Jílové is in een document van 1348, waarin koning Karel IV goedkeuring gaf aan de vernietiging van een vesting in "Eulow" door bewoners van Ústí nad Labem.
Het tegenwoordige Jílové bestaat uit 6 deelgemeenten:

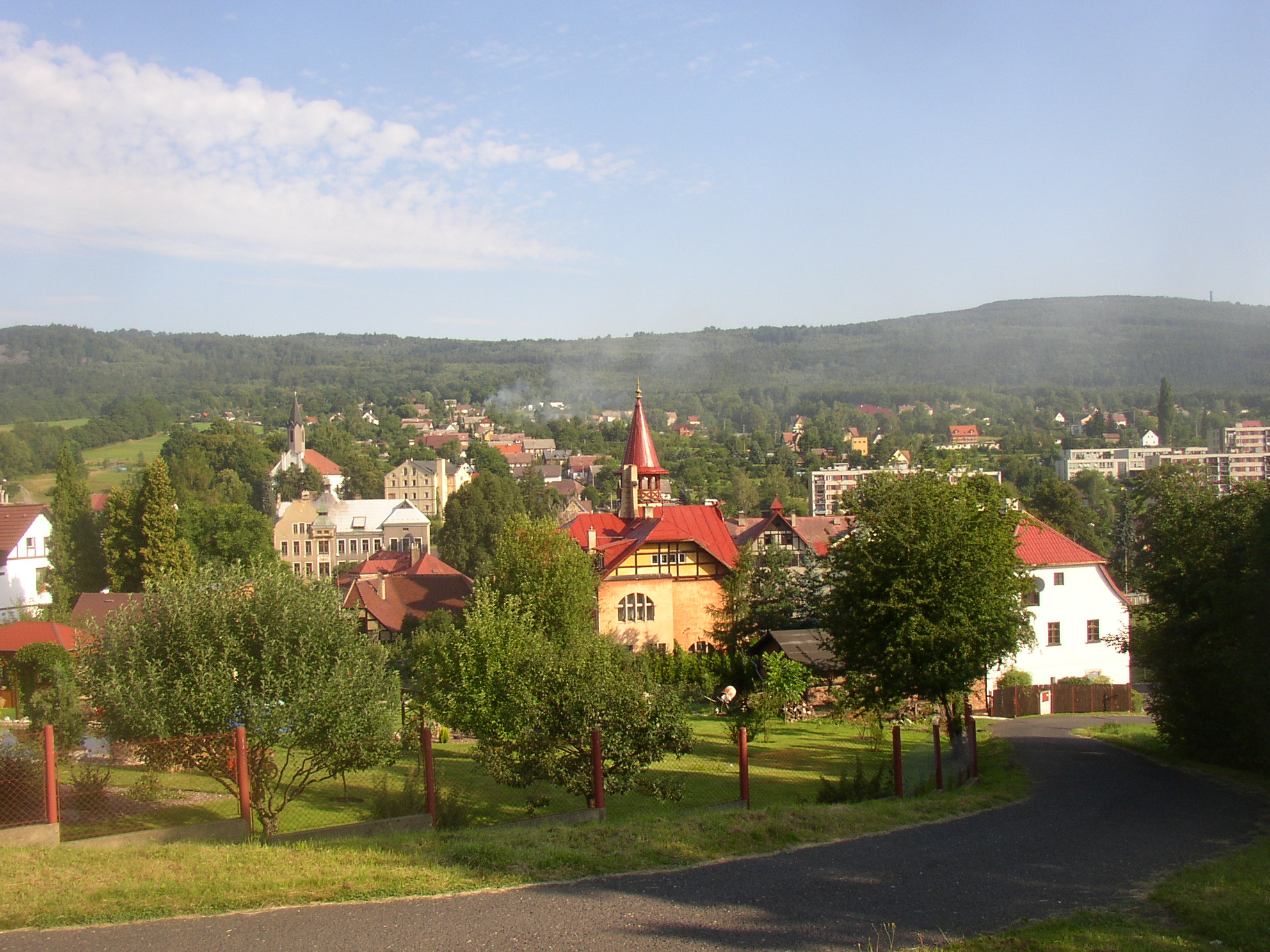
Zicht op Jílové

- Jílové (Eulau)
- Kamenná (Gesteinigt)
- Martiněves (Merzdorf)
- Sněžník (Schneeberg)
- Modrá (Riegersdorf)
- Kamenec (Steinsdorf)

Arnoltice · 
Benešov nad Ploučnicí · 
Bynovec · 
Česká Kamenice · 
Děčín · 
Dobkovice · 
Dobrná · 
Dolní Habartice · 
Dolní Podluží · 
Dolní Poustevna · 
Doubice · 
Františkov nad Ploučnicí · 
Heřmanov · 
Horní Habartice · 
Horní Podluží · 
Hřensko · 
Huntířov · 
Chřibská · 
Janov · 
Janská · 
Jetřichovice · 
Jílové · 
Jiřetín pod Jedlovou · 
Jiříkov · 
Kámen · 
Krásná Lípa · 
Kunratice · 
Kytlice · 
Labská Stráň · 
Lipová · 
Lobendava · 
Ludvíkovice · 
Malá Veleň · 
Malšovice · 
Markvartice · 
Merboltice · 
Mikulášovice · 
Rumburk · 
Růžová · 
Rybniště · 
Srbská Kamenice · 
Staré Křečany · 
Starý Šachov · 
Šluknov · 
Těchlovice · 
Valkeřice · 
Varnsdorf · 
Velká Bukovina · 
Velký Šenov · 
Verneřice · 
Veselé · 
Vilémov